# 東野英心
東野 英心（とうの えいしん、1942年1月31日 - 2000年11月14日）は、日本の俳優・声優。
東京市淀橋区大久保（現、東京都新宿区大久保）出身。成蹊高等学校卒業。
東野英治郎の長男。妻は服部マリ。長男は東野克（とうの かつ）。身長170cm、体重83kg。
旧芸名は東野孝彦。

## 来歴・人物
高校卒業後、俳優座養成所に第12期生として入所（妻は養成所の1期後輩にあたる）。
1962年、『青べか物語』で映画初出演を果たす。
1965年から1976年までは東野孝彦の芸名で活動し、その後は本名に戻す。
『ウルトラマンタロウ』（TBS）で明るいキャラクターを活かして、ZATの荒垣修平 副隊長役を好演。『花神』（NHK総合）では井上聞多（馨）役を演じ、尾藤イサオの小柄な伊藤俊輔（博文）と凸凹コンビを組んで元勲の青春像を演じた。
映画では実相寺昭雄監督作品、4作品に出演。『哥』では篠田三郎扮する弟をいじめ抜く陰険な次兄（長兄は岸田森が演じた）役で強い印象を残した。
1970年代末からは『あばれはっちゃく』（テレビ朝日）シリーズに出演。主人公の少年・桜間長太郎の厳格な父親役を演じ、長太郎が何か問題を起こした際には制裁を加えて「この馬鹿野郎!! てめぇの馬鹿さ加減にはなぁ、父ちゃん情けなくて涙が出てくらぁ!」と叱り飛ばす定番セリフが人気を得て、ドラマ内での名場面となる。
1980年代（1982年〜1989年）はNHKの『中学生日記』で生徒に理解のある東先生役を8年間に渡り、演じた。
後年はこれらの経験から各地の青少年育成団体から講演に招かれることが多く、特に「感性」について語る項目になると自ら履いている靴を脱ぎ、素足になって講演会場を歩きながら話るという斬新奇抜な講演を行い、教育関係者の関心を集めていた。
青少年育成活動での講演や、子ども向け番組を復活させる運動などに精力的に取り組んでいた。東野は「出張芝居は依頼があれば何処でもやる」というスタンスで、自身のライフワークでもあった。
2000年11月13日の夜、都内のレストランでの会食中に突然倒れて、荏原病院へ搬送された。高血圧が原因の高血圧性脳出血であった。病院に搬送された時は意識があったものの容態が悪化し、手当ての甲斐無く、翌日14日午後4時22分に急逝。58歳没。墓所は多磨霊園。
教師役・父親役での好演が知られているが学生時代は父が浮気を度々したためにカミナリ族へ所属するなど、非行に走っていた時期もあった。
急逝した際、小・中学校時代の同級生だった長山藍子は「（学生時代は）勉強は全然駄目だったけど、すごく性格の優しい人でした」と涙ながらにコメントを残した。

## 出演

### テレビドラマ
- 近鉄金曜劇場 / 目撃者（1964年、RKB / TBS）
- ザ・ガードマン（TBS / 大映テレビ）
  - 第14話「殺人者」（1965年）
  - 第141話「宝石の逃げる道」（1967年）
  - 第171話「情無用サラリーマン稼業」（1968年）
  - 第178話「生と死の谷間」（1968年）
  - 第251話「狂女が乗った殺人自動車」（1970年）
  - 第270話「妻は夫の秘密をさぐるな」（1970年）
- 若者たち （1966年、フジテレビ）
  - 第1回「出発」
  - 第2回「発掘」
  - 第6回「蒼い背信」
  - 第14回「小さな石ころ」
  - 第18回「帰りなん・いざ」
  - 第29回「やさしい娘」
  - 第30回「橋よ・いつの日か…」
  - 第32回「爪の跡の記憶」
- 三匹の侍 第4シリーズ 第15話「負け犬」（1967年、フジテレビ）- 伊作
- 大河ドラマ（NHK総合）
  - 竜馬がゆく（1968年）- 陸奥陽之助
  - 国盗り物語（1973年）- 山内一豊
  - 勝海舟（1974年）
  - 花神（1977年）- 井上聞多
  - 獅子の時代（1980年） - 岡浦看守
  - 翔ぶが如く（1990年）- 森山新蔵
  - 花の乱（1994年）- 近江屋二郎五郎
  - 元禄繚乱（1999年）- 藤井又左衛門
- ポーラテレビ小説 / パンとあこがれ（1969年、TBS）- 相馬隆蔵
- 二人の世界（1970年、TBS）- 営業課の同僚・関根
- 水戸黄門[5]（TBS / C.A.L） [注釈 1]
  - 第2部 第4話「漆三代 -会津若松-」（1970年10月19日）- 時次郎
  - 第3部 第1話「南から来た密使」水戸家家老中山備前守家来　第5話 「掟を破った黄門さま -駿河-」（1971年12月27日）- 板垣勘四郎
  - 第6部 第20話「若者の恋 -和歌山-」（1975年8月11日）- 根来要蔵
  - 第7部 第28話「ひょうろく玉の仇討ち -諏訪-」（1976年11月29日）- 大熊小源太[注釈 2]
  - 第28部 第11話「恋を叶えた岡崎燈籠 -岡崎-」（2000年5月22日）- 弥平
- 鬼平犯科帳（NET / 東宝）
  - 第1シリーズ 第36話「白痴（こけ）」（1970年）- 寅松
  - 第2シリーズ 第12話「鈍牛」（1971年）- 亀吉
  - 第3シリーズ 第14話「高杉道場・三羽烏」（1975年） - 笠倉の太平
- おくさまは18歳 第24話「邪魔なアイツ」（1971年、TBS / 大映テレビ）- 田所一平
- 千葉周作 剣道まっしぐら 第24話「剣は愛をこめて」（1971年、TBS）- 栗田草一郎
- 人形佐七捕物帳 第13話「ほおづき大尽」（1971年、NET）- 海老屋徳兵衛
- 大岡越前 第2部 第26話「脅迫者」（1971年11月8日、TBS / C.A.L）- 清六[注釈 2]
- シルバー仮面 第5話「明日のひとみは…」（1971年、TBS / 宣弘社）- 三浦文吾
- 天皇の世紀（1971年、朝日放送 / TBS）-  徳川慶篤[注釈 2]
- なんたって18歳!（1971年 - 1972年、TBS / 大映テレビ）- あわ野大吾
- 緊急指令10-4・10-10 第18話「人喰いナメクジ発生!!」（1972年、NET / 円谷プロ）- 坂巻雄三
- ウルトラマンタロウ 第1話「ウルトラの母は太陽のように」 - 第50話「怪獣サインはV」（1973年 - 1974年、TBS / 円谷プロ）- 荒垣修平副隊長[注釈 2][注釈 3]
- 必殺シリーズ[6]（朝日放送 / 松竹）
  - 必殺仕掛人 第10話「過去に追われる仕掛人」（1972年）- 松岡弥太郎
  - 助け人走る 第3話「裏表大泥棒」（1973年）- 岩切半次郎
  - 必殺必中仕事屋稼業 第12話「いろはで勝負」（1975年）- 徳三
- バーディー大作戦　第23話「SOS黒猫と幻の女」（1974年、TBS / 東映）- トップ屋・宮原
- 日本沈没（1974年、TBS / 東宝映像）- 日高観測員
  - 第11話「京都にオーロラが!!」
  - 第12話「危うし京の都」
- 太陽にほえろ!（日本テレビ / 東宝）
  - 第146話「親と子のきずな」（1975年）- 梶原茂夫
  - 第254話「子連れブルース」（1977年）- 秋月政雄
  - 第342話「何故」（1979年）- 杉下刑事（小諸署）
  - 第602話「誰かが私を狙っている」（1984年） - 上田三郎
- Gメン'75（TBS / 東映）
  - 第6話「コルト自動拳銃1911A1」（1975年）- グェン・ニュー・ロック
  - 第14話「マフィアの招待旅行」（1975年）- 主犯の男
  - 第190話「真犯人はこうして作られる」（1979年）- 門馬警部（宮ノ坂署）
  - 第324話「深夜放送に届いたバラバラ死体」（1981年）- 三田村隆（城西署捜査主任）
  - 第340話「闇に蠢く連続殺人鬼」（1981年）- 滝口警部補（山手署捜査課）
- 剣客商売 第21話「逆転仇討ち」（1973年、フジテレビ / 東宝・俳優座） - 矢野要（用心棒）
- ふりむくな鶴吉 第18話「田舎侍」（1974年、NHK総合）
- 愛の劇場[5]（TBS）
  - 放浪記（1974年） - 手塚緑敏（画家）
  - 名もなく貧しく美しく（1976年） - 片山道夫
  - さしすせそ!?（1997年）
  - 家族になろうよ!（1999年） - 梅原昭一（玉島小学校校長）
- 非情のライセンス 第2シリーズ 第83話「兇悪の捜査」（1976年、NET / 東映）- 村山刑事
- 愛の償い（1976年、TBS）- 野田喜之助
- 江戸の旋風II（1976年、フジテレビ）
- 夫婦旅日記 さらば浪人 第12話「女武芸者の恋」（1976年、フジテレビ）
- 気まぐれ天使 第3話「想わねど…」(1976年、日本テレビ / ユニオン映画) - 長谷川(榎本財閥の執事)
- 桃太郎侍 第24話「鬼奉行を消せ」（1977年、日本テレビ）
- 大江戸捜査網（12ch）
  - 第85話「囚人護送の罠」（1975年）
  - 第289話「偽情報の罠」（1977年）- あばたの虎吉
- 新・木枯し紋次郎 第2話「年に一度の手向草」（1977年、12ch）- 梅吉
- 横溝正史シリーズ / 悪魔の手毬唄（1977年、毎日放送）- 木村巡査
- 西遊記 第2話「長い旅の始まり」（1978年、日本テレビ / 国際放映）- 恵岸行者
- 銀河テレビ小説 / わたしの愛は（1978年、NHK総合）
- 水曜時代劇 / 日本巌窟王（1979年、NHK総合）- 諏訪左源太
- あばれはっちゃく（テレビ朝日 / 国際放映）- 桜間長治
  - 俺はあばれはっちゃく（1979年 - 1980年）
  - 男!あばれはっちゃく（1980年 - 1982年）
  - 熱血あばれはっちゃく（1982年 - 1983年）
  - 痛快あばれはっちゃく（1983年 - 1985年）
  - 逆転あばれはっちゃく（1985年）
- サンキュー先生（1980年、テレビ朝日）
- 天皇の料理番（1980年、TBS）
- 旅がらす事件帖 第12話「風が呼ぶ佐渡路の宝」（1980年、関西テレビ）- 無宿者
- 新五捕物帳（日本テレビ）
  - 第84話「機織りの唄」（1979年）- 亀吉
  - 第130話「たった一人の朝」（1981年）- 徳蔵
- ライオン奥様劇場 / 新・子育てごっこ（1981年、フジテレビ） - 父親
- 時代劇スペシャル / 仇討選手（1981年、フジテレビ） - 大山伊賀守
- 中学生日記（1982年 - 1989年、NHK名古屋）- 東先生
- 昭和四十六年 大久保清の犯罪（1983年） - 桂木捜査一課長
- 若き血に燃ゆる〜福沢諭吉と明治の群像（1984年、テレビ東京）- 大隈重信
- 土曜ワイド劇場（テレビ朝日）
  - 森村誠一の異常の太陽（1986年）
  - 法医学教室の事件ファイル 第13作（2001年） - 牧野耕一郎 ※没後に放映
- 私鉄沿線97分署 第71話「赤ひげ医者にドクターストップ!?」（1986年、テレビ朝日 / 国際放映）
- 愛伝説（1987年、東海テレビ）
- 夏樹静子サスペンス / 宅配便の女（1987年、関西テレビ）
- 白い巨塔（1990年、テレビ朝日） - 今津教授
- ラストダンス（1990年、東海テレビ / 泉放送）
- 勝海舟（1990年、日本テレビ） - 三野村利左衛門
- 不思議少女ナイルなトトメス 第9話「いけない雛祭り」（1991年、フジテレビ / 東映） - 海のお大尽
- 華の誓い（1991年、東海テレビ / 泉放送） - 池山時造
- 愛の祭（1992年、東海テレビ / 国際放映） - 水島惣吉
- 剣客商売 第2シリーズ 第3話「剣の誓約」（1999年、フジテレビ / 松竹） - 柿本源七郎
- 火曜サスペンス劇場 / 指名手配 第2作「人口42万7千人長崎市､潜入捜査中焼死した先輩が生きている? 内密に探し出せ!」（1999年、日本テレビ / 近代映画協会）- 北川（洪玉鱗・台湾の貿易商）
- サラリーマン金太郎2（2000年、TBS）
- ふしぎな話「カントリーロード」（2000年、TBS）
- 女と愛とミステリー / 四つの終止符（2001年、テレビ東京）
- 京都迷宮案内3「だまされた事件記者・京豆腐の秘密」（2001年1月、テレビ朝日 / 東映） ※遺作

### 映画
- 青べか物語（1962年）[注釈 4]
- 白と黒（1963年）
- 網走番外地 望郷篇（1965年）
- 非行少女ヨーコ（1966年）
- ゼロ・ファイター 大空戦（1966年）
- 座頭市海を渡る（1966年）
- 激動の昭和史 沖縄決戦（1971年） - 広森中尉[7]
- 哥（1972年）
- にっぽん三銃士 博多帯しめ一本どっこの巻（1973年）
- あさき夢みし（1974年）
- 異邦人の河（1975年）
- 本陣殺人事件（1975年）
- 歌麿 夢と知りせば（1977年）
- 八甲田山（1977年）
- 水戸黄門（1978年）[注釈 5]
- 海峡（1982年）
- D坂の殺人事件（1998年）

### 吹き替え
- ダスティン・ホフマン
  - パピヨン（DVDに収録）
  - わらの犬
- 署長マクミラン（1976年、NHK総合） - チャールズ・エンライト 役
- スターロスト宇宙船アーク(1975年、NHK総合） - ガース(ロビン・ワード)
- 雨の訪問者（1977年、日本テレビ） - トゥーサン（ジャン・ギャヴァン）役（BD収録）
- 太陽がいっぱい（1977年、日本テレビ） - フレディ・マイルズ(ビル・カーンズ）役
- ダーティ・メリー/クレイジー・ラリー  - アダム・ローク 役
- ルーツ2（テレビ朝日）
- 鉄路に消えた女　(アルフォンス(マルチン・リュトゲ))
- 扉の向こうに　(ヒルマール・ターテ)
- 名探偵ダウリング神父
- ディアボロス/悪魔の扉 ※日本テレビ版

### ラジオドラマ
- 連続ラジオ小説「火の鳥 乱世編」（NHKラジオ第1、1980年3月3日 - 3月21日）
- FMシアター「バリケード1966年2月〜福島泰樹の告白」（NHK-FM、1999年10月20日）
- FMシアター「幽界彷徨・桂木孝介の冒険」（NHK-FM、2000年12月2日）主演、冒頭に弔辞。
- 金光教の時間

### CM
- 東山ガーデン
- ブライボン

### その他
- UNNAN世界征服宣言（1995年、日本テレビ）「1995人斬り」の刺客役。
- スポットあいち（‐2000年、中京テレビ）愛知県の広報番組のレポーター役として、亡くなる直前まで長年にわたり愛知県の名所・名物などをリポート。
- こどもにんぎょう劇場「三びきのやぎのがらがらどん」（がらがらどん・大）（NHK教育）

## 著書
- クラブと恋と夢（民衆社「手をつなぐ中学生の本13」・1982年10月）
- 私説 父（オド）物語―新劇運動から「水戸黄門」まで“東野英治郎の堂々役者気質”（サリュート・1996年12月） ISBN 4931194605